# AKIのオールナイトニッポン0(ZERO)〜eスポーツSP〜
『AKIのオールナイトニッポン0(ZERO)～eスポーツSP～』（あきのオールナイトニッポンゼロ、イースポーツスペシャル）は、2018年10月7日から2021年3月7日までニッポン放送で放送されたラジオ番組である。

## 概要
2018年のアジア大会で公開競技となり、今後のオリンピックでも採用が検討され注目を集めている『eスポーツ』にスポットを当てた番組である。 パーソナリティは様々なイベントでMCを担当し、自身も『eスポーツ』ゲームをこよなく愛しているAKI。 レギュラーコメンテーターのゴールデンボンバー・歌広場淳、清水久嗣アナをはじめとしたニッポン放送のアナウンサー、そしてeスポーツ界のゲストとともに『eスポーツ』に関するトークやゲーム、企画を交えながら番組が進行していく。
事前に収録したものを流す録音放送の形式をとっていたが、最終回は生放送であった。

## 出演者
- パーソナリティ：AKI
- レギュラーコメンテーター：歌広場淳（ゴールデンボンバー）
- 準レギュラー：清水久嗣（2019年3月以降たびたび出演）